# 笛壺
『笛壺』（ふえつぼ）は、松本清張の短編小説。『文藝春秋』1955年6月号に掲載され、1956年11月に短編集『風雪』収録の1作として、角川書店より刊行された。

## あらすじ
おれ（畑岡謙造）は、妻と子を置き去りにし、家と一万五千冊の蔵書を捨て去った。学問も、先輩も、友人も、おれは一挙にうしなった。貞代という女に没入したその代償の高価に人は嘲笑した。しかし、これも失ってみれば、いつかはそんなことになる儚いものであった心がする。
おれは福岡県の田舎の中学校教師だった。あるとき東京帝大教授の淵島由太郎先生が史跡調査に来て、郷土史など調べていたおれは案内役を言いつけられたが、先生はおれの言葉に耳を傾けるようになり、とうとうすっかりおれが気に入って、東大の史料編纂所員に引きあげてくれた。しかし、しだいに先生の研究が学問的な研究ではなく、学界の政治家でしかないと知り、おれはこの世の最初の失望を知らされた。おれは決して第二の淵島由太郎にはなるまいと決心し、二十数年間、延喜式の研究と取り組んで暮らした。淵島の媒酌で結婚した妻・志摩子はおれの心を奪うような女ではなく、亭主がどんなものを研究しているのか興味をもって質問したこともなかったが、研究の邪魔をされたくなかったおれはそのほうがよかった。
延喜式の論文を書きおえたとき、おれの生涯の歓喜も生命も燃えつくした。この瞬間に乾いた虚脱が待ちかまえていようとは夢にも思っていなかった。畑岡謙造はこの論文のなかに消えこみ、残っているおれは残骸であった。論文が学士院恩賜賞と内定したとき、おれはこの世の中のいびつなものにわらいたくなった。その時からおれは、教えをうけに来た女学校の教師・貞代の虜囚になったのであった。

## エピソード
- 著者は1959年に「『笛壺』は、ある日、古代祭器の「ハゾウ」の実物を見て思いついた。これは須恵器の一種だが、一種の酒器である。胴に小さな円い穴があいていて、その用途については在来疑問とされていたが、近ごろでは、朝鮮民族がよく使う酒器の一種だと分った。つまり、その穴に竹筒を差し込み、中の酒を口に吸い上げるのである。ところが、その穴に直接口を持って行ってふくと笛のような音がする。笛壺というのはそこから思いついた私の命名だが、狙いは、その壺に一種の浪漫性を盛りたかったのだ。以上はヒントとはいえないが、或る学者の話を聞いているうちに思いついたのである」と記している[1]。
- 1964年に著者は「『笛壺』は架空の話だが、この主人公らしいモデルはある」「ここの舞台で初めて東京西郊の深大寺を使ったがのち、この場所は『波の塔』でも使っている。そのころの深大寺は、いつ行ってみても参詣人の姿は一人か二人で、鬱蒼とした門前の樹林にはそば屋が一二軒と、藁屋根の農家があるだけだった」と記している[2]。
- 西アジア考古学者の大津忠彦は「主人公畑岡謙造が淵島東京帝大教授を案内した諸遺址（「筑紫国分寺址」「筑紫戒壇院址」「観世音寺址」）より推して、物語のいう「福岡県の田舎」を太宰府と捉えて良いとすれば、この畑岡謙造の研究者としてのいわば前史部分にあたるこの行ないは、戦前期における在野研究者のひとり池上年（1890年-1978年）の業績を彷彿とさせる」「池上年その人の経歴に比して、小説「笛壺」のモデル云々とはおよそ考え辛いながらも、小説の舞台（太宰府）、時代（戦前）、人物像（中学校教師）そして遺跡調査の事実という相共通点は、あるいは作品構成に意図されていたのではないかと」述べ、また「（4節で言及される）「法隆寺の再建非再建の論争」は、学史上実在の論争であり、学史的には、1939年の石田茂作らによる発掘調査によってひとつの決着をみたと捉えられている。この「論争」への言及があることは、物語の時代設定（主人公畑岡謙造の研究者としての主たる時期が昭和10年代以前）を示唆している」と指摘している[3]。